# Cuitlatec
Cuitlatec (Cuitlateco, Cuitlateca).- Ime za indijanski narod, izumrli jezik i jezičnu porodicu, čiji se teritorij prostirao uz pacifičku obalu meksičke države Guerrero i río de las Balsas. Jezik Cuitlateca nije srodan ni s jednim drugim poznatim jezikom, Buschmann ga ipak klasificira u Nahuatlan. -Za pleme Cuitlatec, i još neke, D. Francesco Saverio Clavigero, kaže da se o njihovom porijeklu ne zna ništa. U manuskriptu Hernando de Vasconesa navode se sljedeća sela u kojima su živjeli: Cayaco, Amaxaque, Asuchitlan, Atoyaque, Axapoteca, Cacahuapisca, Cacahuatlan, Cacalutepec, Cacalutla, Chiautepec, Chietlan, Ciguatan, Cintalapa, Coyuca, Mexaltepec, Panutla, Petlatlan, Quauxilutla, Santiago, Tamalacan, Tecomatan, Tecpan, Tepetlapan, Texuluapan, Tuzantlan, Ximalteca, Xuluchuca, Zapotitlan.

## Vanjske poveznice
- Teniente José Azueta  Arhivirana inačica izvorne stranice od 21. srpnja 2006. (Wayback Machine)
- Dialectos del mexicano  Arhivirana inačica izvorne stranice od 11. srpnja 2007. (Wayback Machine)